# Souvenir Henri Desgrange
Souvenir Henri Desgrange er en pris og pengepræmie, der gives én gang i det årlige Tour de France. Den vindes af rytteren der krydser et bestemt punkt i løbet, for det meste toppen af de højeste og ikoniske stigninger i Alperne og Pyrenæerne. Prisen er blevet uddelt siden 1947, og er opkaldt efter Henri Desgrange. Siden 2003 har den vindende rytter modtaget 5000 euro i præmie.